# Josiah Warren
Josiah Warren (ur. 26 czerwca 1798 w Bostonie, zm. 14 kwietnia 1874 tamże) – amerykański anarchoindywidualista, wynalazca, muzyk oraz pisarz. Jest uważany za pierwszego amerykańskiego anarchistę.

## Wczesne życie
Warren urodził się w Bostonie, w 1798. Dość wcześnie objawił się jego talent do muzyki, który pokazał grając z bratem w wielu miejscowych zespołach. W wieku 20 lat wziął ślub z Caroline Cutter i wyruszył do Cincinnati, gdzie zaczął pracę jako nauczyciel muzyki i dyrygent.
W 1821 wynalazł lampę łojową, którą następnie zaczął produkować w Cincinnati.

## Owenizm iNew Harmony
Warren był pod dużym wrażeniem poglądów głoszonych przez Roberta Owena. Postanowił, że jeśli mógł ulepszyć maszynę, dlaczego nie spróbować swych sił w ulepszaniu społeczeństwa. Zdecydował się wprowadzić w życie pomysły Owena; także w 1825, w wieku 27 lat, sprzedał swoją fabrykę – po dwóch latach działalności – i wyruszył ze swoją młodą rodziną, by zająć miejsce jako jeden z 900 owenistów, którzy zdecydowali się stworzyć nową utopijną wspólnotę w New Harmony, w stanie Indiana.
Wspólnota jednak upadła dość szybko i w 1827 Warren opuścił ją. Stwierdził, że indywidualizm jest potrzebny do rozwoju współpracy pomiędzy ludźmi. Uznał, że w przyszłości trzeba aprobować zasadę „Suwerenności Jednostki”. Jak pisał W. Bailie w biografii anarchoindywidualisty: „Wszystkie decyzje dotyczące wspólnoty podejmował jako właściciel Owen, lub ogół większością głosów; wolność osobista nie cieszyła się szacunkiem, brakowało zachęt do osobistych osiągnięć, każdy zaś miał skłonność do przypisywania błędów tkwiących w systemie wadom sąsiadów. Warren twierdził, że te niedomogi były nieodłączną częścią schematu bazującego na władzy i wspólnej własności. Wady wyszłyby na jaw nawet w najbardziej korzystnych warunkach”.

## Późniejsze życie i śmierć
Źródło:.
Po przeprowadzce z New Harmony do Cincinnati prowadził „sklep czasowy” od 18 maja 1827 do maja 1830. Walutą w wymianie w nim był czas, a ceny były stałe, choć powiększone o 7% na rzecz wydatków związanych z utrzymaniem budynku. Klient wystawiał „banknot pracy” i otrzymywał za nie określone dobro od Warrena, a ten mógł zażądać jego realizacji poprzez świadczenie przez klienta pracy. Wyznaczona ilość czasu pracy (cena) była ściśle uzależniona od długości trwania procesu wymiany. Co ciekawe, właściciele pobliskich sklepów zaadaptowali ten pomysł w swoich placówkach, cieszył on się dużym zainteresowaniem. Josiah Warren sądził, że jego idee zwyciężą w ramach wolnej konkurencji i rozpoczął planowanie „Sprawiedliwych Wsi”, gdzie miały być one wdrażane. W oparciu o koncept wymiany dóbr w „sklepie czasowym” funkcjonowała również szkoła w Spring Hill w stanie Ohio. Warren był w niej nauczycielem muzyki, 2 godziny nauki sprzedawał za 6 minut pracy od osoby. W 1831 otworzył wioskę w Tuscarawas, niestety z racji złego umiejscowienia (mokradła) szerzyła się tam malaria. Ostatecznie opuszczono ją w 1837. W 1840 powrócił do New Harmony będącego już zwykłym miasteczkiem i dwukrotnie otwierał tam „sklep czasowy”, tym razem przedsięwzięcia nie osiągnęły sukcesu. W późniejszym życiu Warren powrócił w okolice Bostonu. W 1847 założył „Sprawiedliwą Wioskę” o nazwie Utopia, choć sam w niej nie mieszkał, część mieszkańców egzystowała przestrzegając pierwotnie ustalonych zasad aż do 1875. Natomiast w 1851 ze Stephenem Pearlem Andrewsem założył na Long Island kolejną modelową osadę o nazwie „Modern Time”, w 1864 przemianowano ją na Brentwood (stan Ohio) i systematycznie, wraz z czasem, trwała erozja starego porządku. Protegowany Warrena Charles A. Codman uważał, że gdyby anarchoindywidualista posiadał większą charyzmę lub lepsze umiejętności krasomówcze, los osiedla mógłby potoczyć się inaczej. Od 1864 do 1869 mieszkał w Cliftondale, w Saugu, gdzie dwa razy próbował założyć mutualistyczną wspólnotę. Po tym powrócił do Bostonu, gdzie został już do śmierci.
Warren umarł 14 kwietnia 1874 w Bostonie, w domu swojego przyjaciela Edwarda Lintona.

## Publikacje
- Equitable Commerce (1852)
- True Civilization (1863)